# Camões na gruta de Macau (Metrass)
Camões na gruta de Macau é uma pintura a óleo sobre tela do pintor português Francisco Augusto Metrass realizada em 1853 e que está em exposição no Museu do Chiado em Lisboa.
Segundo Regina Anacleto, Camões na gruta de Macau e Só Deus!, duas telas de Metrass, podem ser consideradas como o expoente máximo do romantismo português.
O seu Camões na gruta de Macau, comprado pelo rei D. Fernando II, será provavelmente um auto-retrato do pintor, repleto de simbolismo na evocação a Camões e ao isolamento e solidão que ambos sofreram.

## Descrição
Trata-se assim de pintura de História. No lugar romântico e simbólico da gruta de Macau, onde Luís de Camões terá concebido Os Lusíadas, lugar mítico, sugerido pelas massas rochosas que envolvem o poeta e o seu escravo Jau, vê-se a figura de Camões sentado, vestido de preto, de barba e cabelo arruivados, segurando melancolicamente a cabeça com o punho esquerdo fechado, cujo cotovelo assenta no rochedo ao seu lado, por momentos interrompendo a escrita, enquanto a mão direita segura sobre o joelho direito a pena e as folhas onde escreve.
Camões olha para a esquerda, com um olhar sombrio mas intenso, num rosto iluminado, sendo provavelmente o auto-retrato de Metrass. A seu lado, sentado no chão de pernas cruzadas, encostado a uma rocha, vê-se o escravo Jau, vestido com uma camisa branca listada, olhando para baixo. Aos pés de Camões, espalhados no chão, vêem-se uma espada embainhada, um livro aberto, um tinteiro e algumas folhas soltas com a inscrição LUSIADAS.

## História
A obra pertenceu às colecções do rei D. Fernando II (1816-1885). Foi mais tarde readquirida pelo Estado no leilão do Conde do Ameal, em 1921.

## Ligação externa
- Página Oficial do Museu Nacional de Arte Contemporânea,